# 春日神社 (大田区)
春日神社（かすがじんじゃ）とは、東京都大田区にある神社。新井宿の鎮守であり、新井宿春日神社（あらいじゅくかすがじんじゃ）、大森春日神社（おおもりかすがじんじゃ）等とも称される。
現在は、品川区南大井にある天祖・諏訪神社の兼務社である。

## 祭神
祭神は奈良県の春日大社と同じ、天児屋根神、武御賀豆智神、伊波比主神の三柱である。

## 由緒
ご本殿には、天児屋根神、武御賀豆智神、伊波比主神の三柱の神々が祭られており、奈良県の春日大社同様にこれらの神は、学問と武道の神である。
言い伝えによると、鎌倉時代に奈良の春日大社から神を迎え、お祭りが始まったとされる。

## 年間行事
- 1月 - 歳旦祭・初詣旅行
- 2月 - 節分祭
- 3月 - 旧初午祭
- 6月 - 例大祭・夏越大祓神事
- 10月 - 秋祭・殉国慰霊祭 / 奉納演芸
- 11月 - 七五三・新嘗祭・稚児行列
- 12月 - 年越大祓神事

出典: 公式ウェブサイト「年間行事」

## 交通アクセス
- 大森駅より徒歩14分（経路案内）。

## 関連文献
- 「新居宿村 春日社」『新編武蔵風土記稿』 巻ノ42荏原郡ノ4、内務省地理局、1884年6月。NDLJP:763981/38。